# Tundscha-Gletscher
Der Tundscha-Gletscher (bulgarisch ледник Тунджа lednik Tundscha) ist ein 4,5 km langer und 14 km breiter Gletscher auf der Livingston-Insel im Archipel der Südlichen Shetlandinseln. Begrenzt vom Snow Peak im Westen, vom Teres Ridge im Osten und von der Wasserscheide zwischen Drake- und Bransfieldstraße im Süden fließt er in nördlicher Richtung zur Hero Bay, in die er einschließlich zweier Nebenbuchten zwischen dem Avitohol Point und dem Siddons Point mündet.
Die bulgarische Kommission für Antarktische Geographische Namen benannte ihn 2005 nach dem Fluss Tundscha in Bulgarien.